# Sebastjan Spahiu
Sebastjan Spahiu (30 oktober 1999) is een Albanees-Belgisch voetballer. Spahiu is een middenvelder.

## Clubcarrière
Spahiu startte zijn jeugdcarrière bij FC Brussels. Na het faillissement van de club in 2014 stapte hij over naar Lierse SK, waar Royal Excel Moeskroen hem in 2016 wegplukte. Na een tijdje bij de beloften kreeg Spahiu zijn kans in het A-elftal: op 20 mei 2017 kreeg hij van toenmalig trainer Mircea Rednic zijn eerste speelminuten – Spahiu mocht tegen KV Kortrijk in de 58e minuut invallen voor Dino Arslanagić. In de zomer van 2017 tekende Spahiu dan ook een profcontract bij Moeskroen. De grote doorbraak bleef uiteindelijk uit, waardoor het contract van Spahiu in januari 2020 ontbonden werd.
In augustus 2020 vond Spahiu onderdak bij de Spaanse derdeklasser CD Guijuelo.

## Clubstatistieken
| Seizoen        | Club            | Land            | Competitie         | Competitie | Competitie | Beker | Beker | Internationaal | Internationaal | Totaal | Totaal |
| Seizoen        | Club            | Land            | Competitie         | Wed.       | Dlp.       | Wed.  | Dlp.  | Wed.           | Dlp.           | Wed.   | Dlp.   |
| -------------- | --------------- | --------------- | ------------------ | ---------- | ---------- | ----- | ----- | -------------- | -------------- | ------ | ------ |
| 2016/17        | Excel Moeskroen | Vlag van België | Jupiler Pro League | 1          | 0          | 0     | 0     | —              | —              | 1      | 0      |
| 2017/18        | Excel Moeskroen | Vlag van België | Jupiler Pro League | 7          | 1          | 0     | 0     | —              | —              | 7      | 1      |
| 2018/19        | Excel Moeskroen | Vlag van België | Jupiler Pro League | 2          | 0          | 0     | 0     | —              | —              | 2      | 0      |
| 2019/20        | Excel Moeskroen | Vlag van België | Jupiler Pro League | 2          | 0          | 1     | 0     | —              | —              | 3      | 0      |
| 2020/21        | CD Guijuelo     | Vlag van Spanje | Segunda División B | 3          | 0          | 0     | 0     | —              | —              | 3      | 0      |
| 2020/21        | → CD Izarra     | Vlag van Spanje | Segunda División B | 4          | 0          | 0     | 0     | —              | —              | 4      | 0      |
| Carrièretotaal | Carrièretotaal  | Carrièretotaal  | Carrièretotaal     | 19         | 1          | 1     | 0     | 0              | 0              | 20     | 1      |

Bijgewerkt op 9 april 2021.

## Interlandcarrière
De in België geboren Spahiu maakte op 28 mei 2018 zijn debuut voor de nationale U21 van Albanië. In een vriendschappelijke oefeninterland tegen zijn Bosnische leeftijdsgenoten viel Spahiu tijdens de rust in voor Aristidi Kolaj.